# Saint-Romans-des-Champs
Saint-Romans-des-Champs est une commune du centre-ouest de la France située dans le département des Deux-Sèvres en région Nouvelle-Aquitaine.
Il s'agit de la plus petite commune du canton de Prahecq.

## Géographie

### Commune
La commune est constituée de trois hameaux principaux : Saint-Romans, où se situe la mairie, la Fragnée au nord et la Grande Brousse au sud. De nombreux lieux-dits et métairies complètent la commune : la Fontaine, la Chaume et la Mellerie au nord, les Groies à l'est, la Garenne au sud-ouest.

### Climat
Pour des articles plus généraux, voir Climat de la Nouvelle-Aquitaine et Climat des Deux-Sèvres.
Historiquement, la commune est exposée à un climat océanique du nord-ouest.
En 2020, Météo-France publie une typologie des climats de la France métropolitaine dans laquelle la commune est exposée à un climat océanique et est dans la région climatique Poitou-Charentes, caractérisée par un bon ensoleillement, particulièrement en été et des vents modérés.
Pour la période 1971-2000, la température annuelle moyenne est de 12,1 °C, avec une amplitude thermique annuelle de 14,5 °C. Le cumul annuel moyen de précipitations est de 859 mm, avec 12,4 jours de précipitations en janvier et 7 jours en juillet. Pour la période 1991-2020, la température moyenne annuelle observée sur la station météorologique la plus proche, située sur la commune de Celles-sur-Belle à 12 km à vol d'oiseau, est de 12,7 °C et le cumul annuel moyen de précipitations est de 901,7 mm,. Pour l'avenir, les paramètres climatiques de la commune estimés pour 2050 selon différents scénarios d’émission de gaz à effet de serre sont consultables sur un site dédié publié par Météo-France en novembre 2022.

## Urbanisme

### Typologie
Au 1er janvier 2024, Saint-Romans-des-Champs est catégorisée commune rurale à habitat dispersé, selon la nouvelle grille communale de densité à sept niveaux définie par l'Insee en 2022.
Elle est située hors unité urbaine. Par ailleurs la commune fait partie de l'aire d'attraction de Niort, dont elle est une commune de la couronne,. Cette aire, qui regroupe 91 communes, est catégorisée dans les aires de 50 000 à moins de 200 000 habitants,.

### Occupation des sols
L'occupation des sols de la commune, telle qu'elle ressort de la base de données européenne d’occupation biophysique des sols Corine Land Cover (CLC), est marquée par l'importance des territoires agricoles (100 % en 2018), une proportion identique à celle de 1990 (100 %). La répartition détaillée en 2018 est la suivante :
terres arables (70,3 %), zones agricoles hétérogènes (15,9 %), prairies (13,7 %). L'évolution de l’occupation des sols de la commune et de ses infrastructures peut être observée sur les différentes représentations cartographiques du territoire : la carte de Cassini (XVIIIe siècle), la carte d'état-major (1820-1866) et les cartes ou photos aériennes de l'IGN pour la période actuelle (1950 à aujourd'hui).

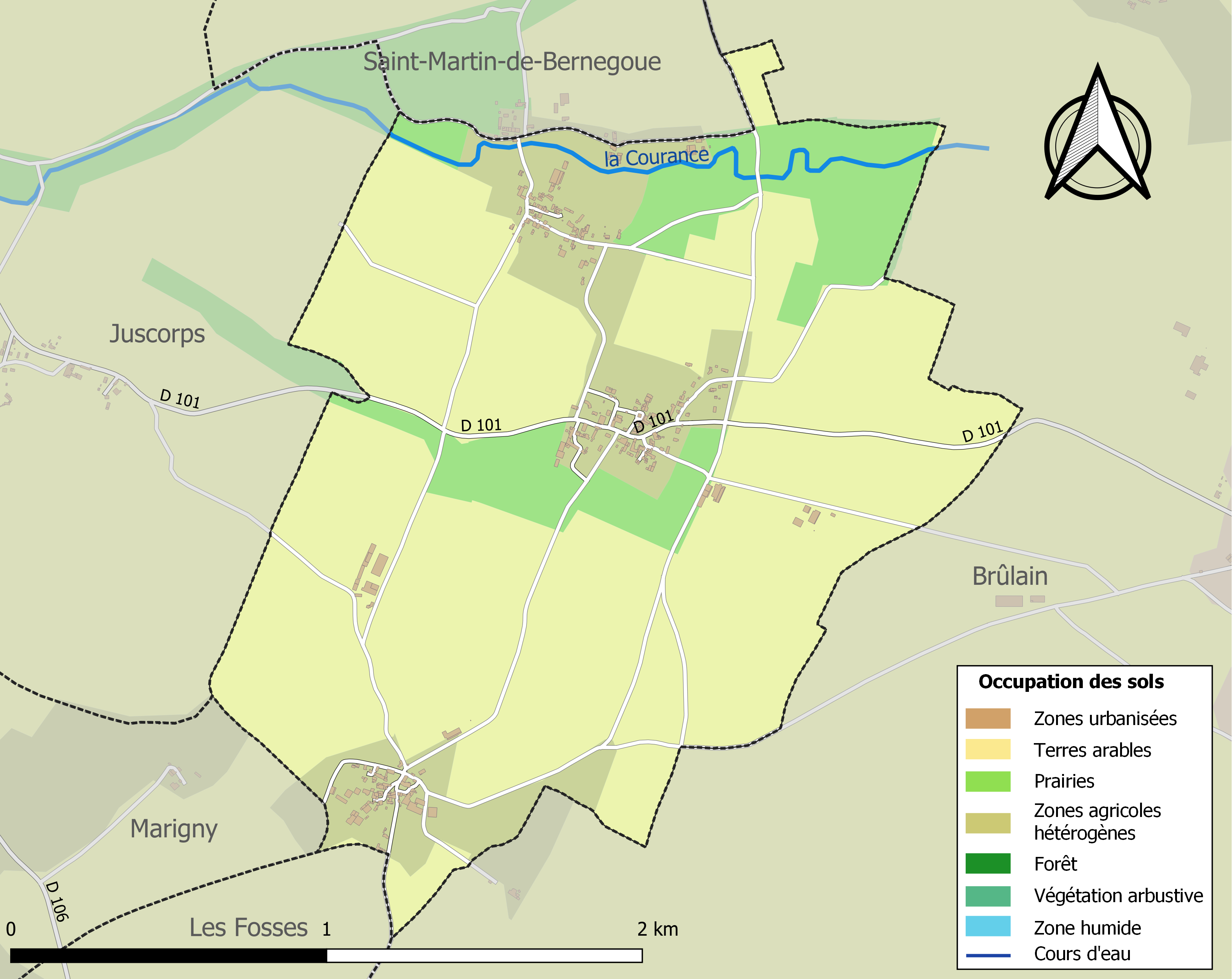
Carte des infrastructures et de l'occupation des sols de la commune en 2018 (CLC).

### Risques majeurs
Le territoire de la commune de Saint-Romans-des-Champs est vulnérable à différents aléas naturels : météorologiques (tempête, orage, neige, grand froid, canicule ou sécheresse), inondations, mouvements de terrains et séisme (sismicité modérée). Un site publié par le BRGM permet d'évaluer simplement et rapidement les risques d'un bien localisé soit par son adresse soit par le numéro de sa parcelle.
Certaines parties du territoire communal sont susceptibles d’être affectées par le risque d’inondation par débordement de cours d'eau, notamment la Courance. La commune a été reconnue en état de catastrophe naturelle au titre des dommages causés par les inondations et coulées de boue survenues en 1982, 1983, 1999 et 2010,.

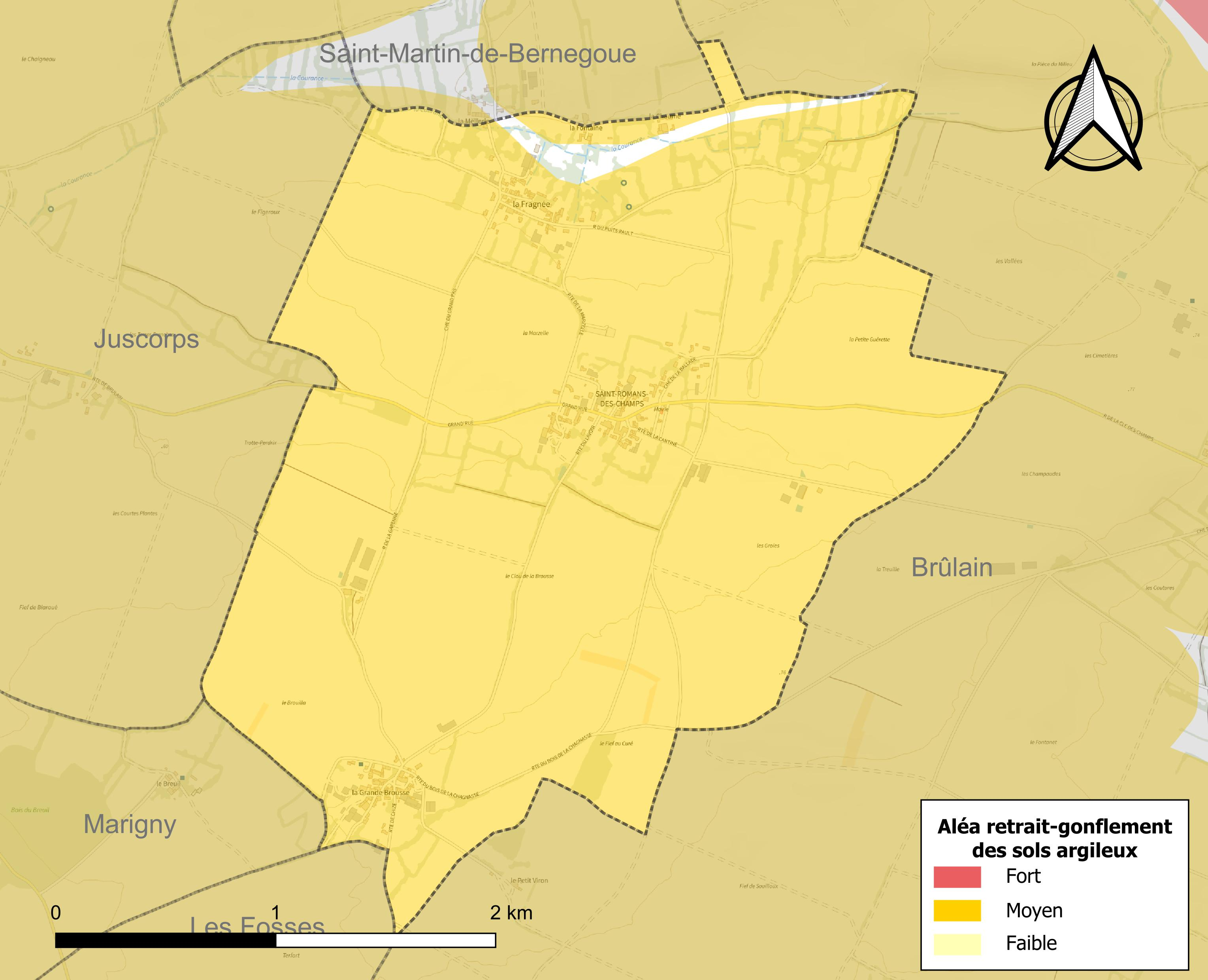
Carte des zones d'aléa retrait-gonflement des sols argileux de Saint-Romans-des-Champs.

Les mouvements de terrains susceptibles de se produire sur la commune sont des tassements différentiels. Le retrait-gonflement des sols argileux est susceptible d'engendrer des dommages importants aux bâtiments en cas d’alternance de périodes de sécheresse et de pluie. 98,5 % de la superficie communale est en aléa moyen ou fort (54,9 % au niveau départemental et 48,5 % au niveau national). Depuis le 1er octobre 2020, en application de la loi ELAN, différentes contraintes s'imposent aux vendeurs, maîtres d'ouvrages ou constructeurs de biens situés dans une zone classée en aléa moyen ou fort,.
La commune a été reconnue en état de catastrophe naturelle au titre des dommages causés par la sécheresse en 2003 et 2005 et par des mouvements de terrain en 1999 et 2010.

## Histoire

### Nom de la commune
Le nom de la commune vient de l’ancienne église dédiée à Saint Romain, soldat et martyr chrétien du IIIe siècle, et de sa géographie : champs vient du latin campus qui signifie plaine. L’ajout de la mention "des champs" est requis pour ne pas confondre avec la commune de Saint-Romans-lès-Melle, sise à quelques kilomètres.

## Politique et administration
| Période   | Période   | Identité            | Étiquette | Qualité |
| --------- | --------- | ------------------- | --------- | ------- |
| mars 1977 | mars 1983 | Jean Dubois         |           |         |
| mars 1983 | mars 1989 | Robert Trillaud     |           |         |
| mars 1989 | mai 1997  | Georges François    |           |         |
| mai 1997  | mars 2001 | Pierre Veillet      |           |         |
| mars 2001 | mars 2014 | Catherine Gaufichon |           |         |
| mars 2014 | En cours  | Sophie Brossard     | DVD       |         |

## Population et société

### Démographie
| 1793 | 1800 | 1806 | 1821 | 1831 | 1836 | 1841 | 1846 | 1851 |
| ---- | ---- | ---- | ---- | ---- | ---- | ---- | ---- | ---- |
| 215  | 257  | 246  | 265  | 276  | 279  | 286  | 293  | 305  |

| 1856 | 1861 | 1866 | 1872 | 1876 | 1881 | 1886 | 1891 | 1896 |
| ---- | ---- | ---- | ---- | ---- | ---- | ---- | ---- | ---- |
| 316  | 307  | 297  | 245  | 274  | 281  | 269  | 248  | 244  |

| 1901 | 1906 | 1911 | 1921 | 1926 | 1931 | 1936 | 1946 | 1954 |
| ---- | ---- | ---- | ---- | ---- | ---- | ---- | ---- | ---- |
| 224  | 201  | 205  | 213  | 223  | 234  | 227  | 218  | 218  |

| 1962 | 1968 | 1975 | 1982 | 1990 | 1999 | 2006 | 2008 | 2013 |
| ---- | ---- | ---- | ---- | ---- | ---- | ---- | ---- | ---- |
| 229  | 215  | 186  | 161  | 163  | 169  | 175  | 177  | 182  |

| 2018 | 2022 | - | - | - | - | - | - | - |
| ---- | ---- | - | - | - | - | - | - | - |
| 168  | 167  | - | - | - | - | - | - | - |

### Manifestations culturelles et festivités
L'association communale de divertissement champêtre de Saint-Romans-des-Champs (dite "ACDC") organise tous les ans, une fête des battages à l'ancienne.
Cette fête se déroule le dernier dimanche du mois de juillet, et rassemble toutes les générations autour du matériel agricole ancien. En 2024, cette manifestation s'est déroulé le dimanche 28 juillet.

## Lieux et monuments

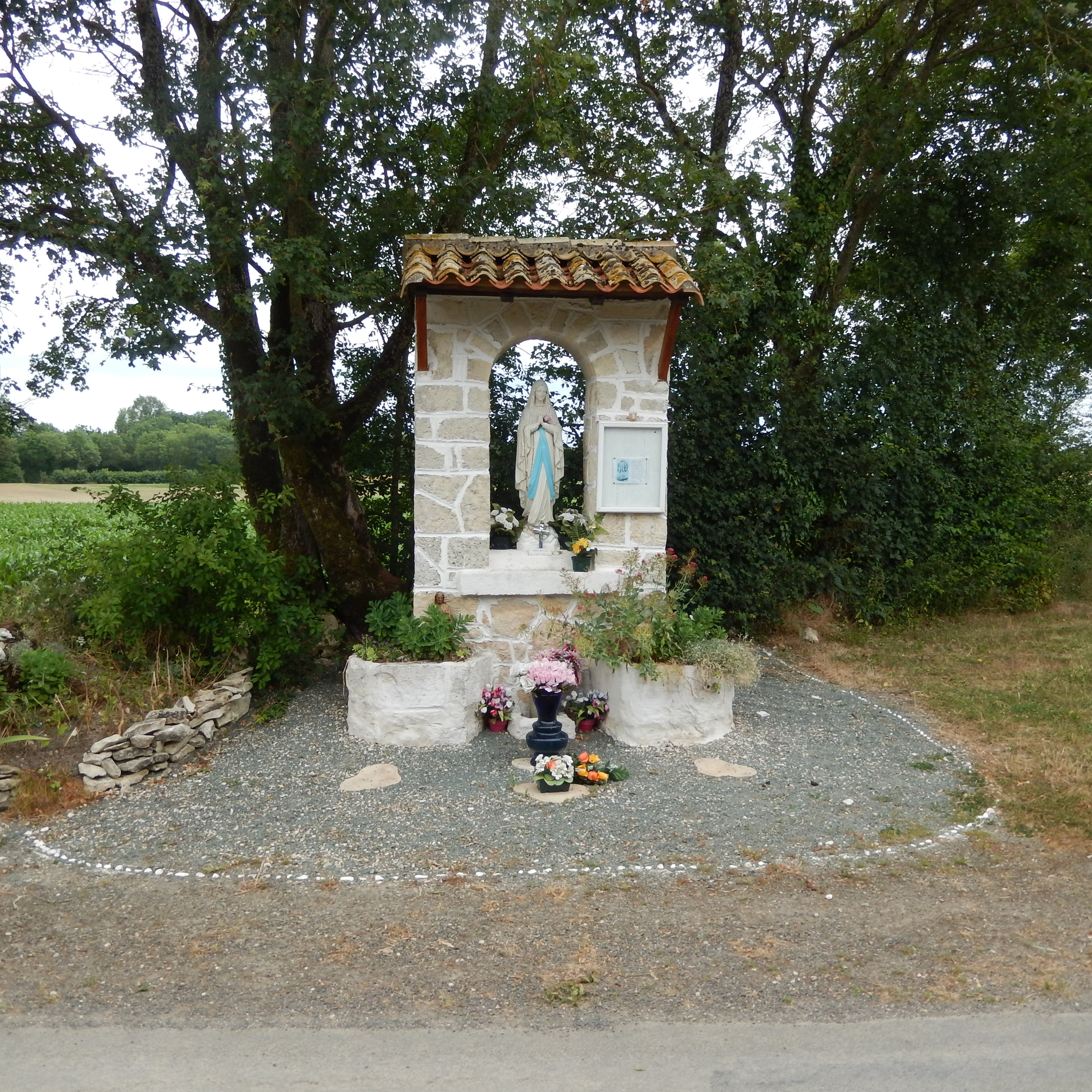
L'oratoire avec une statue de Notre-Dame de Lourdes

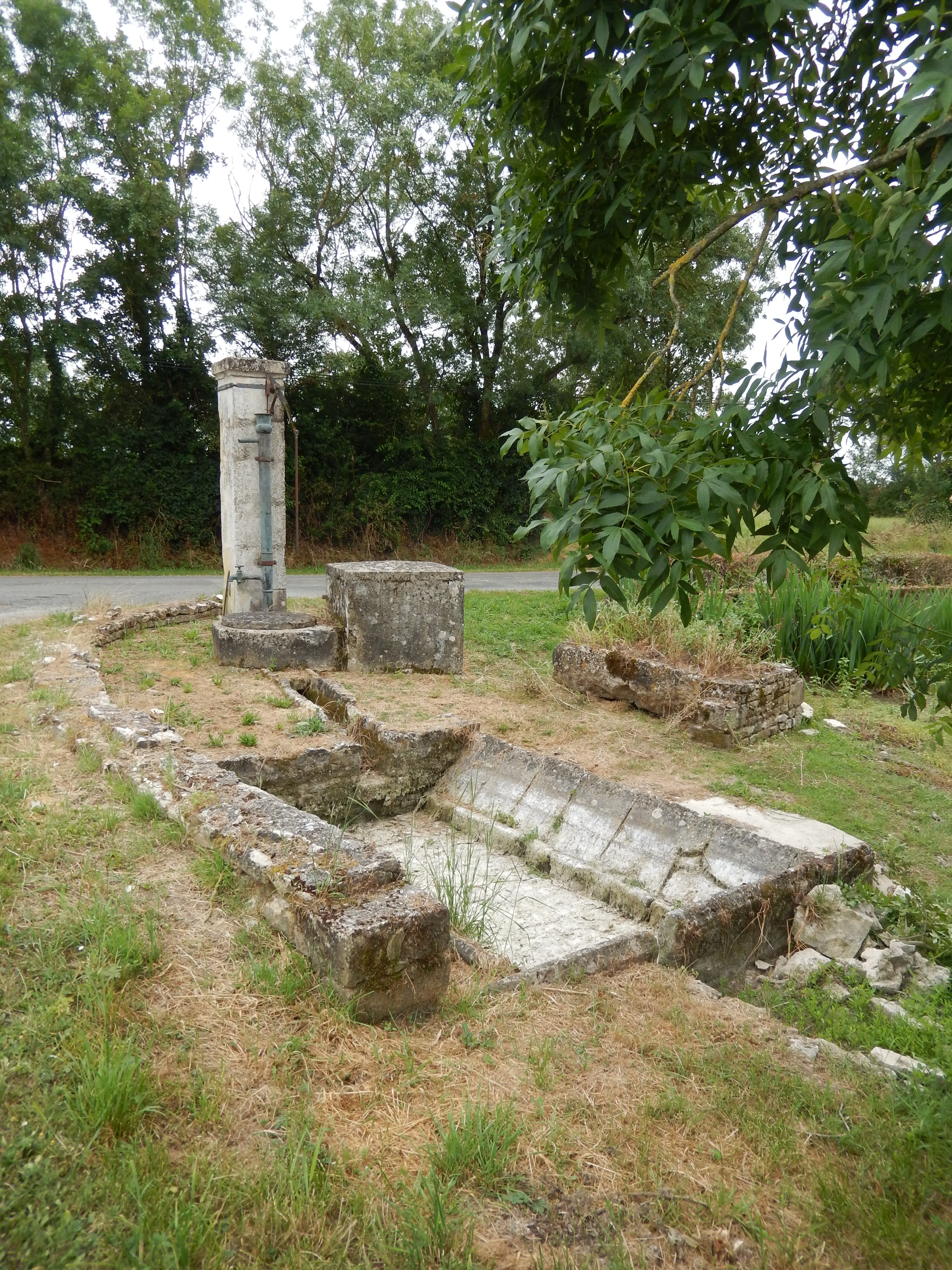
Le lavoir.

- L'oratoire, bâti par un mâçon, entre les hameaux de Saint-Romans et de La Fragnée, et qui sert de lieu de culte.
- L'ancien lavoir du Puits-Neuf, au bord de la route éponyme, au sud de Saint-Romans.
- L'ancienne église Saint-Romain, aujourd'hui détruite, se trouvait dans le hameau de Saint-Romans. Elle appartenait à l'archiprêtré de Melle et aurait été fondée au XIIIe siècle. Elle a été détruite en 1866 (la paroisse a alors été rattachée avec celle de Brûlain)[23].